# Capela de Santo Amaro (Ponta do Sol)
A Capela de Santo Amaro é uma pequena capela rural situada na Lombada da Ponta do Sol, Região Autónoma da Madeira, classificada como Imóvel de Interesse Municipal desde 1977. Terá sido construída no século XV e reconstruída em 1949.

## História
Segundo o anotador da edição oitocentista do II volume das  Saudades da Terra, Álvaro Rodrigues de Azevedo, João Esmeraldo o Velho instituiu a capela de Santo Amaro antes do ano de 1500, havendo ponderosos motivos para se supor que foi edificada posteriormente à primitiva Capela do Espírito Santo da Lombada, da qual não restam vestígios, mas que talvez tenha sido demolida a fim de erguer-se, no seu próprio local, a actual igreja do Santo Espírito.
Desta capela existiam no início da década de 1930 uns montões de antigos escombros, que denunciavam a sua incontestável vetustez. Os restos de velhas paredes e características seteiras nelas abertas indicavam a antiguidade das ruínas. O abandono a que foi votada e a sua quási completa destruição devem atribuir-se especialmente à construção da igreja do Santo Espírito, na década de 1510, que pela sua situação e largueza oferecia maiores comodidades dos habitantes do lugar. Não é para causar estranheza que havendo João Esmeraldo mandado edificar uma ampla e bem ornada igreja, fizesse convergir para ela as suas mais cuidadas atenções com prejuízo da capela de Santo Amaro, que anteriormente mandara construir. O mesmo aconteceu com os diversos sucessores na administração do vínculo do Santo Espírito, porque há séculos que não se achava consagrada ao exercício do culto.
Em 1945, o vigário da Ponta do Sol encarregou a Conferência de São Vicente de Paulo da reconstrução da capela, que há mais de um século se encontrava em ruínas, sendo a obra dirigida pelo comendador Joaquim Sequeira Cabrita, presidente da Conferência, com projecto do arquitecto Manuel Fabrício Rodrigues. Foi solenemente benzida a 14 de janeiro de 1949, dia de Santo Amaro, pelo Vigário Geral do Funchal, cónego Manuel Francisco Camacho, em representação do bispo do Funchal, D. António Manuel Pereira Ribeiro, na presença do governador civil do distrito, coronel Artur Lobo da Costa, sendo depois transportada em procissão para a capela a imagem do santo padroeiro, que há 150 anos se encontrava guardada na igreja paroquial da Ponta do Sol.
A reconstrução deu-se por iniciativa do comendador J.F. Cabrita, estando a obra já concluída em junho de 1951, sendo a capela iluminada a electricidade.
O custo total da reconstrução foi orçado em 1958 em 308 211$80 escudos, incluindo todo o mobiliário, alfaias e paramentos, dos quais 50% foram comparticipados pelo Governo Distrital e os restantes 50% pelo povo, ficando o adro por conta da Câmara Municipal da Ponta do Sol.
A capela está classificada como Imóvel de Interesse Municipal desde 29 de setembro de 1977.